# D’Arcy Coulson (Eishockeyspieler)
John D’Arcy Coulson (* 17. Februar 1908 in Greater Sudbury, Ontario; † 13. April 1996) war ein kanadischer Eishockeyspieler, der während seiner aktiven Karriere zwischen 1927 und 1936 unter anderem 28 Spiele für die Philadelphia Quakers in der National Hockey League auf der Position des Verteidigers bestritten hat.

## Karriere
Nachdem Coulson das Loyola College besucht hatte, spielte er ab 1927 in der Stadtliga Ottawas für die Ottawa Shamrocks, ehe es ihn im Jahr 1930 in die Vereinigten Staaten zog. Dort spielte er in sieben Partien für die Chicago Shamrocks in der United States Amateur Hockey Association.
Auf der Suche nach Verstärkungen wurde der Verteidiger im Verlauf der Saison 1930/31 am 15. Dezember 1930 – ebenso wie Eddie McCalmon – von den Philadelphia Quakers aus der National Hockey League verpflichtet. Dabei sammelte er im Verlauf der Spielzeit in 28 Partien insgesamt 103 Strafminuten. Da die Quakers nach der Saison den Spielbetrieb einstellten, wurde er zunächst im September 1931 an die Montreal Maroons verliehen. Anschließend wurde er im November abgehaltenen Dispersal Draft von den Canadiens de Montréal ausgewählt. Allerdings nahm Coulson die Möglichkeit nicht wahr weiterhin in der NHL zu spielen und verzichtete auf eine Beschäftigung durch die Canadiens. Nach einer dreijährigen Pause absolvierte er zwischen 1934 und 1936 noch einige Spiele für das Team der in Ottawa stationierten Royal Canadian Air Force, bevor seine Karriere beendete.
In der Folge übernahm Coulson die Geschäfte seines Vaters und führte die ihm gehörenden Hotels in Ottawa, Greater Sudbury und Hull. Er verstarb am 13. April 1996 im Alter von 88 Jahren.